# Hermann Tulichius
Hermann Tulichius, auch Tulken, Tulike, Tuleke oder Tulich (* um 1486 in Steinheim im Hochstift Paderborn; † 28. Juli 1540 in Lüneburg), war evangelischer Theologe, Pädagoge und Reformator.

## Leben
Tulichius besuchte die Domschule in Münster und wurde besonders von Johannes Murmellius beeinflusst. Meibom berichtet, dass er in Löwen bei Konrad Goclenius studiert habe, doch ist diese Nachricht unsicher. Nachweislich war er 1508 in Wittenberg und 1512 in Leipzig immatrikuliert. Seinen Unterhalt verdiente er als Korrektor bei Buchdrucker Melchior Lotther d. J. In dieser Zeit gab er Ciceros Reden heraus.
Im Februar 1520 beschloss er, nach Wittenberg zu gehen, wo er auch Freunde hatte. Am 9. Februar 1520 wurde er dort Magister und gewann schnell eine geachtete Position. Martin Luther widmete ihm seine Schrift De captivitate babylonica ecclesiae, Philipp Melanchthon seine Plutarchausgabe. 1522 bekam Tulichius einen Lehrstuhl in der Artistischen Fakultät, las über antike Dichter, aber auch über Rudolf Agricolas De inventione dialectica. Im folgenden Jahr zum Stiftsherrn des Allerheiligenstiftes gewählt, weigerte er sich, die bischöfliche Ordination anzunehmen, und verlor daher 1524 diese Stelle und die an diese gebundenen Pfründe.
Dieser Entschluss erregte Aufsehen, zumal Tulichius dadurch in eine wirtschaftliche Notlage geriet. Er ging als Schulleiter nach Eisleben und gab dort die erste deutsche evangelische Schulordnung heraus. Im selben Jahr, im Oktober 1525, rief ihn die Universität Wittenberg zurück und übertrug ihm im Wintersemester 1525 das Amt des Rektors der Alma Mater. Dort trat aber Tulichius nicht mehr hervor. 1532 wurde er auf Vorschlag von Urbanus Rhegius in Lüneburg zum Rektor des Johanneums gewählt. Seine Schulregeln, die Leges Tulichianae, machten ihn berühmt. Auch muss er ein großes pädagogisches Geschick besessen haben. Dem Unterricht sprach er entsprechend seiner Erfahrung große Bedeutung fürs Leben zu: „Grammatica in scholis facit miracula, catechismus in ecclesia“.